# Ildikó Bene
Pour les articles homonymes, voir Bene (homonymie).
Dans le nom hongrois Bene Ildikó, le nom de famille précède le prénom, mais cet article utilise l’ordre habituel en français Ildikó Bene, où le prénom précède le nom.
 (novembre 2017).
Si vous disposez d'ouvrages ou d'articles de référence ou si vous connaissez des sites web de qualité traitant du thème abordé ici, merci de compléter l'article en donnant les références utiles à sa vérifiabilité et en les liant à la section « Notes et références ».
Ildikó Bene, née le 21 août 1962 à Szolnok, est une femme politique hongroise, médecin interniste de profession, députée à l'Assemblée hongroise, membre du groupe Fidesz-KDNP.